# عصر یخبندان ۶ (فیلم)
عصر یخبندان ۶ (به انگلیسی: Ice Age 6) یک فیلم پویانمایی کمدی ماجراجویی آمریکایی است که توسط انیمیشن قرن بیستم تولید و به‌وسیلهٔ استودیوهای قرن بیستم توزیع می‌شود. این فیلم به عنوان دنباله‌ای برای عصر یخبندان: مسیر برخورد (۲۰۱۶) و هفتمین قسمت از مجموعه فیلم‌های عصر یخبندان خدمت خواهد کرد. ری رومانو، جان لگویزمائو، دنیس لری، سایمون پگ و کویین لطیفه نقش‌های خود را از فیلم‌های قبلی تکرار خواهند کرد. این اولین فیلم سینمایی عصر یخبندان است که توسط بلو اسکای استودیو پس از بسته شدن آن در ۱۰ آوریل ۲۰۲۱ ساخته نمی‌شود.
برنامه‌هایی برای ساخت ششمین فیلم عصر یخبندان در ژوئن ۲۰۱۶ اعلام شد، زمانی که گالن تی. چو، کارگردان مشترک، اظهار داشت که ایده‌هایی برای قسمت ششم وجود دارد، اگرچه باستل اشاره کرد که احتمال ساخت قسمت ششم نسبتاً زیاد است اما به عملکرد قسمت پنجم در گیشه بستگی دارد. در نهایت، در سپتامبر ۲۰۲۴، لگویزمائو اعلام کرد که این فیلم در دست توسعه است و به‌روزرسانی‌هایی دربارهٔ آن در نوامبر همان سال منتشر شد.
عصر یخبندان ۶ قرار است در ۱۸ دسامبر ۲۰۲۶ در ایالات متحده اکران شود.

## بازیگران
- ری رومانو در نقش مانی، یک ماموت پشمالو و رهبر گله
- جان لگویزمائو در نقش سید، یک تنبل زمینی و بنیان‌گذار گله
- دنیس لری در نقش دیگو، یک ببر چاقو دندان و یکی از رهبران گله
- سایمون پگ در نقش باک، راسوی یک چشم و شکارچی دایناسور
- کویین لطیفه در نقش الی، یک ماموت پشمالو ماده و همسر مانی
- کریس وج در نقش اسکرات، یک سنجاب چاقو دندان
- کارن دیشر در نقش اسکراتی، یک سنجاب چاقو دندان پرنده ماده، همسر اسکرات و مادر بچه اسکرات

شخصیت‌های اسکرات و اسکراتی نیز باز خواهند گشت (بعد از اینکه قبلاً در عصر یخبندان: ماجراهای باک وایلد (۲۰۲۲) غایب بودند)، همراه با بچه اسکرات که نخستین بار در عصر یخبندان: داستان‌های اسکرات (۲۰۲۲) ظاهر شد.

## تولید
در مورد احتمال دنباله‌ای برای عصر یخبندان: مسیر برخورد در ژوئن ۲۰۱۶، گالن تی. چوی، کارگردان مشترک، اعلام کرد که برخی ایده‌ها برای قسمت ششم مجموعه عصر یخبندان وجود دارد. در ژوئیه ۲۰۱۶، باستل اشاره کرد که احتمال تولید عصر یخبندان ۶ نسبتاً بالا است، هرچند که این موضوع عمدتاً به عملکرد گیشه فیلم پنجم بستگی دارد.
در فوریه ۲۰۱۷، پاپ‌راپد به موضوع دنباله‌ای دیگر اشاره کرد و به استقبال ضعیف فیلم پنجم اشاره کرد و اینکه چگونه این فرنچایز به سمت جنبه‌های غیرمنطقی پیش می‌رود و فاصله‌اش را از ایجاد تأثیرات عاطفی ماندگار بر روی تماشاگران بیشتر می‌کند. آنها پیشنهاد کردند که فیلم ششم باید با بازگرداندن انسان‌ها از فیلم اول (به‌ویژه بچه کوچک راشان) به ریشه‌های خود برگردد؛ تا به تماشاگران یادآوری کند که چرا آنها این فیلم را در ابتدا دوست داشتند و بنابراین فیلم ششم می‌تواند این فرنچایز را نجات داده و آن را بر روی یک یادداشت مثبت به پایان برساند.
در فوریه ۲۰۲۲، لوری فورت، تهیه‌کننده، در حال تبلیغ عصر یخبندان: ماجراهای باک وایلد به امکان ساخت دنباله‌ای دیگر اشاره کرد و گفت: «فکر می‌کنم هنوز زود است. ما امیدواریم که مردم به این فیلم پاسخ مثبت بدهند و این باعث شود که ما بتوانیم فیلم دیگری بسازیم. اگر تماشاگران خواسته باشند، ما ایده‌های زیادی داریم. ایده‌ها و ماجراها و شخصیت‌ها هیچ پایانی ندارند، بنابراین اگر آنها آماده باشند، ما هم آماده‌ایم.»
در سپتامبر ۲۰۲۴، جان لگویزمائو، صداپیشه فرعی در فیلم‌های عصر یخبندان، فاش کرد که فیلم ششم در حال توسعه است.
در نوامبر ۲۰۲۴، در طول رویداد دی۲۳ در برزیل، به‌طور رسمی اعلام شد که فیلم در حال تولید است و ری رومانو، جان لگویزمائو، دنیس لری، سایمون پگ و کویین لطیفه به نقش‌های خود از فیلم‌های قبلی بازمی‌گردند.

### موسیقی
باتو سنر در حساب ایکس خود تأیید کرد که قرار است موسیقی متن این فیلم را تهیه کند، پس از اینکه پیش‌تر موسیقی عصر یخبندان: ماجراهای باک وایلد و عصر یخبندان: داستان‌های اسکرات را ساخته بود.

## انتشار
عصر یخبندان ۶ قرار است در ۱۸ دسامبر ۲۰۲۶ در ایالات متحده اکران شود.